# Wyre (borough)
Wyre – dystrykt w hrabstwie Lancashire w Anglii.

## Miasta
- Cleveleys
- Fleetwood
- Garstang
- Poulton-le-Fylde

## Inne miejscowości
Barnacre-with-Bonds, Bilsborrow, Bleasdale, Bonds, Bowgreave, Cabus, Calder Vale, Carleton, Catterall, Claughton, Eagland Hill, Forton, Great Eccleston, Hambleton, Hollins Lane, Inskip, Inskip-with-Sowerby, Kirkland, Knott End-on-Sea, Myerscough, Nateby, Nether Wyresdale, Oakenclough, Out Rawcliffe, Pilling, Preesall, Scorton, St Michael’s on Wyre, Stalmine, Stalmine-with-Staynall, Thornton, Upper Rawcliffe-with-Tarnacre, Winmarleigh.